# Pascaline Bongo Ondimba
Pascaline Mferri Bongo Ondimba (Franceville, 10 de abril de 1957) es una política, diplomática y empresaria gabonesa.
Hija mayor de Omar Bongo, sirvió como Ministra de Relaciones Exteriores entre 1992 y 1994, así como Jefa del Gabinete del Presidente entre 1994 y 2009.

## Antecedentes y carrera política
Nacida en Franceville en 1957, es la hija mayor del presidente Omar Bongo y Louise Mouyabi Moukala. Completó parte de sus estudios en Francia, en la Escuela Nacional de Administración, siendo la primera mujer gabonesa en graduarse.
Inspectora financiera de profesión, realizó pasantías en el Chase Manhattan Bank y el Fondo Monetario Internacional. Luego se convirtió en vicepresidenta de Elf Gabón.
Pascaline Bongo fue nombrada Asesora Personal del Presidente de la República en 1987 y fue designada como Ministra de Relaciones Exteriores en junio de 1991. El presidente Bongo había designado a sus familiares más cercano en la cartera de Relaciones Exteriores desde 1981; de hecho, el predecesor de Pascaline fue su medio hermano Ali Bongo, varios menor que ella y que había sido declarado inelegible para el cargo debido al requisito de edad. En su primer discurso ante las Naciones Unidas a finales de 1991, elogió la expulsión de las fuerzas iraquíes de Kuwait y expresó su preocupación por la violencia en Sudáfrica. Acogió con satisfacción las reformas en Sudáfrica, pero también destacó que se necesitaban más medidas para eliminar por completo el sistema de apartheid. Al señalar el colapso del socialismo en los países del Pacto de Varsovia, dijo que el mundo estaba siendo testigo de un cambio rápido, pero enfatizó la opinión de Gabón de que el abismo económico entre los países desarrollados y en desarrollo — el "norte" y el "sur" globales — era "el verdadero problema".
Pascaline Bongo permaneció en el cargo de Ministra de Relaciones Exteriores hasta marzo de 1994, cuando el presidente Bongo nombró a Jean Ping para reemplazarla. Inmediatamente, nombró a Pascaline como Directora del Gabinete Presidencial.
Tras la muerte de su padre en junio de 2009, su medio hermano Ali asumió el poder y fue elegido presidente. Tras esto, trasladó a Pascaline al cargo de Alta Representantes del Jefe de Estado el 17 de octubre de 2009. En los años que siguieron, Pascaline y Ali supuestamente tuvieron una relación contenciosa.
En octubre de 2023, la fiscalía de París anunció que Pascaline Bongo será juzgada a principios de 2024 junto con la empresa Egis Route, filial del grupo constructor francés Egis, y otras cinco personas por sospechas de corrupción vinculadas a contratos públicos en Gabón en 2010 y 2011.

## Vida personal
Pascaline salió con el cantante jamaiquino Bob Marley entre 1980 y 1981. Posteriormente, fue pareja de Jean Ping a finales de los años 1980 y principios de los años 1990, llegando a tener dos hijos con él. Sin embargo, Ping ya estaba casado y se negó a divorciarse de su esposa. Finalmente, en 1995, Bongo se casó con Paul Toungui, miembro de alto rango de Gobierno de su padre.